# Rhynchagrotis emarginata
Rhynchagrotis emarginata là một loài bướm đêm trong họ Noctuidae.